# Gmina Kąkolewnica
Die Gmina Kąkolewnica ist eine Landgemeinde im Powiat Radzyński der Woiwodschaft Lublin in Polen. Ihr Sitz ist der Ort Kąkolewnica Wschodnia mit etwa 570 Einwohnern.

## Gliederung
Zur Landgemeinde Kąkolewnica gehören folgende 20 Ortschaften mit einem Schulzenamt:
Brzozowica Duża
Brzozowica Mała
Grabowiec
Jurki
Kąkolewnica Południowa
Kąkolewnica Północna
Kąkolewnica Wschodnia
Lipniaki
Miłolas
Mościska
Olszewnica
Polskowola
Rudnik
Sokule
Turów
Wygnanka
Zosinowo
Żakowola Poprzeczna
Żakowola Radzyńska
Żakowola Stara